# Classe Baltika
Classe Baltika è il nome in codice NATO che ricevette un piccolo peschereccio, utilizzato dalla marina sovietica nel 1980-1981 con lo scopo di valutare la fattibilità della conversione di navi di questo tipo in dragamine in caso di guerra. In Unione Sovietica, questa piccola imbarcazione prese il nome di Progetto 1380.
Non risulta più in servizio.